# 波普 (阿拉巴馬州)
波普（英語：Pope）是一個位於美國阿拉巴馬州馬倫戈縣的非建制地區。該地的面積和人口皆未知。

## 地理
波普的座標為32°03′47″N 87°37′28″W / 32.06306°N 87.62444°W，而該地的平均海拔高度為46米（即151英尺）。